# 唐津炭田
| 相知層群芳ノ谷層（始新世）の挟炭層（頁岩と石炭層の互層）、多久市北多久町砂原 |  | 西杵炭鉱（武雄市北方町）産出の石炭 |
| 相知層群芳ノ谷層（始新世）の挟炭層（頁岩と石炭層の互層）、多久市北多久町砂原 |  | 西杵炭鉱（武雄市北方町）産出の石炭 |

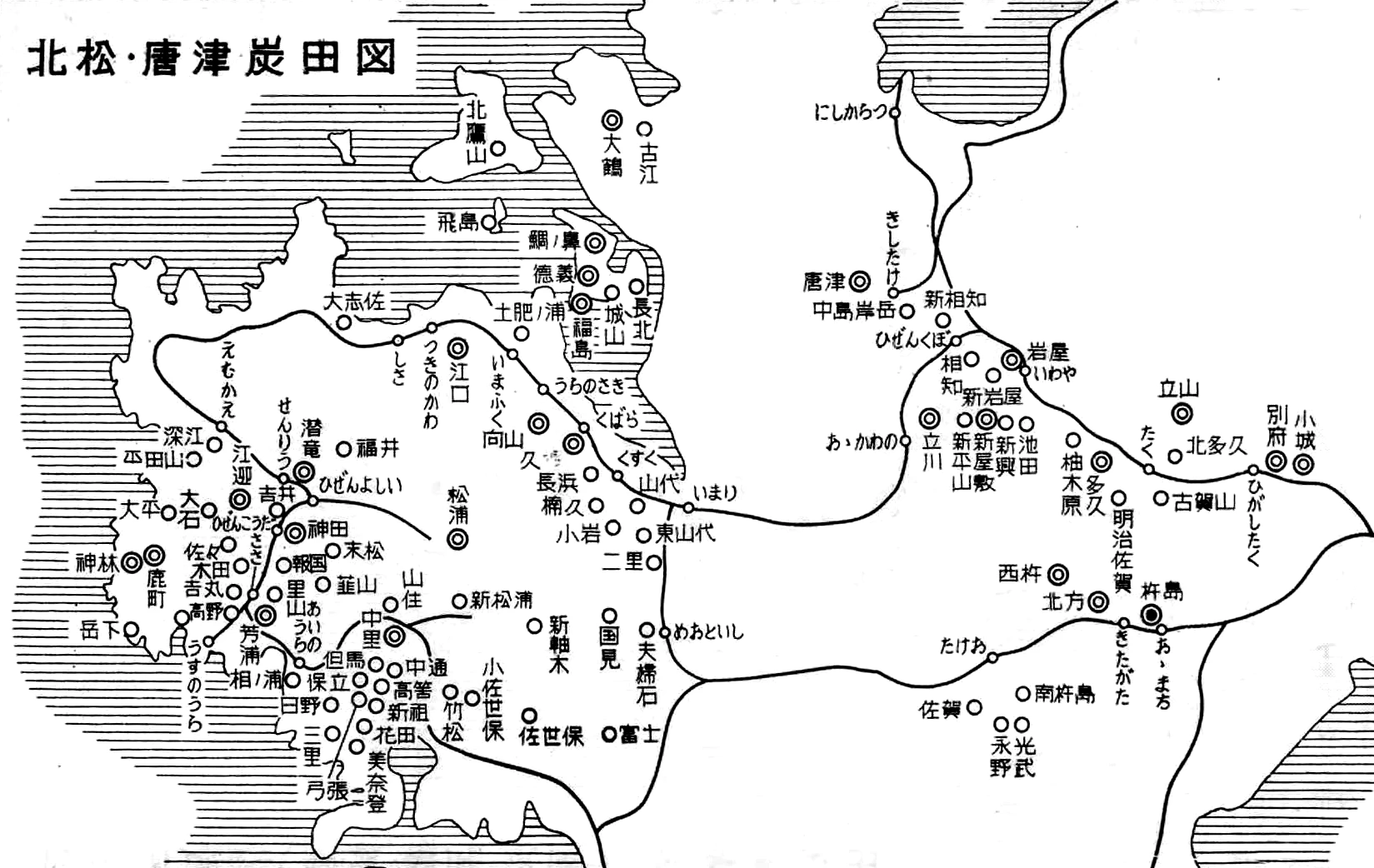
唐津地区の炭鉱地図 1955年

唐津炭田（からつたんでん）は、佐賀県西部に分布する炭田。多久市、大町町、相知町（現・唐津市）を中心にかつて大小の炭鉱が操業した。

## 地質
始新世から漸新世の杵島層群および相知層群の各一部に石炭が含まれる。主な夾炭層は厳木層、芳ノ谷層。芳ノ谷層は北波多の芳谷地区から、相知町、厳木町、多久市、大町町に至る範囲に北西 - 南東方向に細長く分布する。過去の主要な稼行炭層は厳木五尺層（厳木層中）、岩屋三尺層、七へだ層、杵島五尺層（以上は芳ノ谷層中）。平均的な炭質は弱粘結の歴青炭。
炭層を含む地層には、緩い傾斜のドーム・ベースン構造、火山岩の貫入、北西 - 南東から東西方向の断層がみられる。ドーム状構造の深部には肥前粗粒玄武岩の貫入があり、その褶曲の形成に関与したと考えられている。
面積は約600平方キロメートル、理論埋蔵量は推定約9億トン。
本炭田の西側には佐世保炭田（北松炭田）が分布する。

## 歴史
古くから石炭が採掘されたことは知られており、享保年間には既に個人規模で石炭採掘が行われ、薪の代わりなどに用いられていたが、幕末になると困窮を極めた諸藩が経済政策のために藩営の炭鉱を開発するようになり、製塩向けに需要を伸ばし、市場経済に乗せられるようになった。その中に、幕府が直営する炭鉱もあり御用山と呼ばれた。この御用山は明治に入ると、海軍が管轄する海軍直営鉱山になり、艦船の燃料として用いられた。
しかし、浅い炭層を掘り尽くしたことなどで多くが民間に払い下げられ、福岡、長崎らの多くの富豪や財閥系企業が買い取った。その中でも炭鉱王とも呼ばれた高取伊好は政治家であった竹内綱と手を組み、一帯の炭鉱開発に取り組んだ。だが、既に老朽化した施設での炭鉱運営は決して楽な道のりではなく、せっかく開発した良質の炭層を三菱などの大財閥に売却せざるを得なくなった経緯などがある。しかし、1909年に杵島層で良質な炭層を見込んで開発した杵島炭鉱運営が軌道に乗り、年産60万トンにまで及ぶ国内有数の炭鉱に成長した。特に、杵島産石炭は他の唐津炭田と一線を画し、「キシマコール」といわれ、艦船用燃料炭の標準規格とまで評価され、外国向け輸出品にもなった。その際、1900年には沿線の石炭を運ぶための鉄道、唐津興業鉄道が開通した。それに伴い、唐津港はますます貿易拠点、工業都市としての重要性を増し、唐津市は大いに発展した。
だが、後に艦船の技術進歩によって唐津産石炭は燃料に適さなくなり、需要が衰えた。さらに、埋蔵量が豊富で良質の石炭を産出した三池炭田、開発が拡大した筑豊炭田の影響を大きく受けた。八幡に官営八幡製鐵所ができ、門司港が国際貿易港として発展したため、唐津の優位性が落ちたためである。それにしたがい唐津は低迷を余儀なくされたが、唐津に拠点を置いた三菱は一帯の鉱山を買い占め、傘下に収めた。昭和に入ってからは徹底した合理化を行い、相次ぐ好不況や恐慌などの厳しい時代を生き抜いたがその際に、劣悪な環境での囚人労働や強制収容者による労働なども起こっている。
戦後は大規模な炭鉱を中心に収益性を高めた採炭を行い、1958年（昭和33年）では一人あたりの採炭量は全国トップにまで躍り出るなど健闘し、唐津港に新たな石炭化学プラントの建設などが持ち掛かった矢先、後のエネルギー革命によって安価な輸入石炭の国内流入によって急速に衰え、1972年で大小述べ50以上を数えた全ての炭鉱が閉山した。

## 主な炭鉱
- 杵島炭鉱（住友系杵島）　…大町町
- 明治佐賀（明治鉱業）　…多久市
- 三菱古賀山（三菱鉱業）　…多久市

特にこの3つは戦後も年産50万トン以上を産出する主要炭鉱であった。
- 三菱相知（三菱鉱業）　…相知町（現・唐津市）
- 芳谷炭鉱（三菱鉱業）　…唐津市
- 明治立山（明治鉱業）　…多久市
- 小城炭鉱　（山口鉱山）　…多久市
- 岩屋炭鉱　（高倉鉱業）　…厳木町（現・唐津市）
- 日満新屋敷（日満鉱業）　…厳木町
- 住友北波多　（住友石炭鉱業）…北波多村（現・唐津市）
- 岸山炭鉱　（新唐津炭鉱）　…北波多村

など

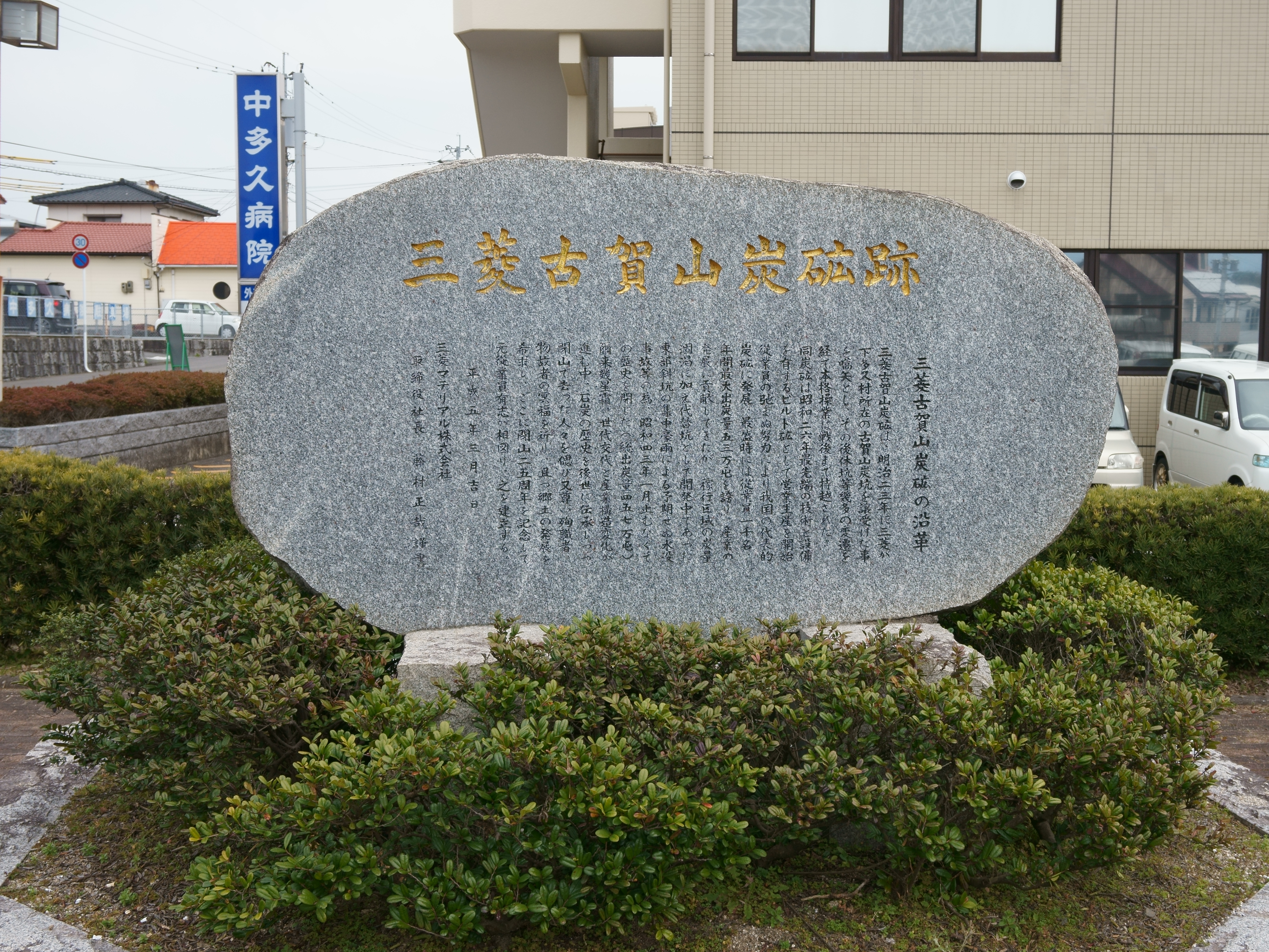
三菱古賀山炭砿跡記念碑（多久市中多久町）
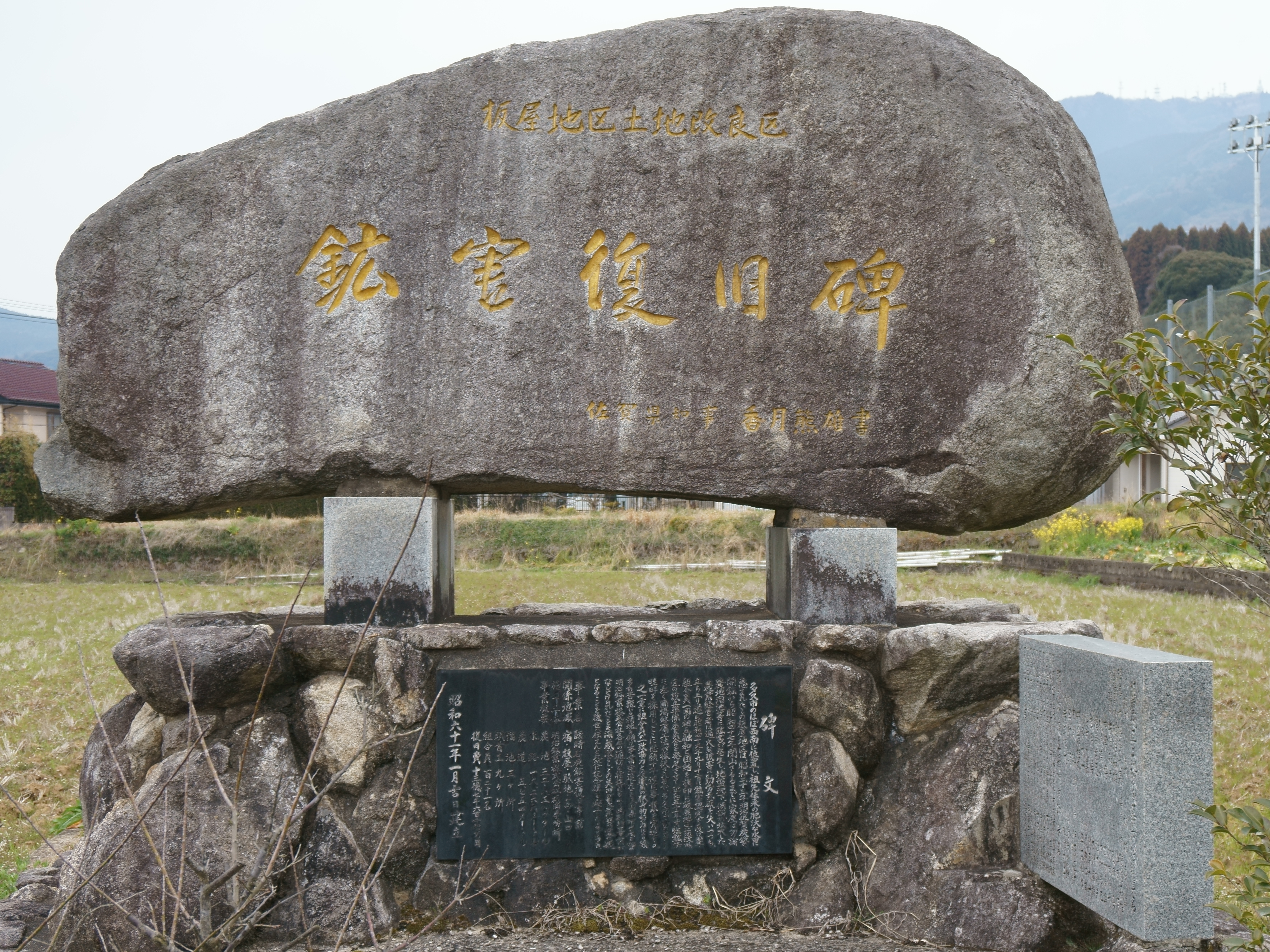
板屋地区土地改良区鉱害復旧碑（多久市西多久町板屋）。明治佐賀炭鉱の開発に伴い農地等が陥没して鉱害となった。
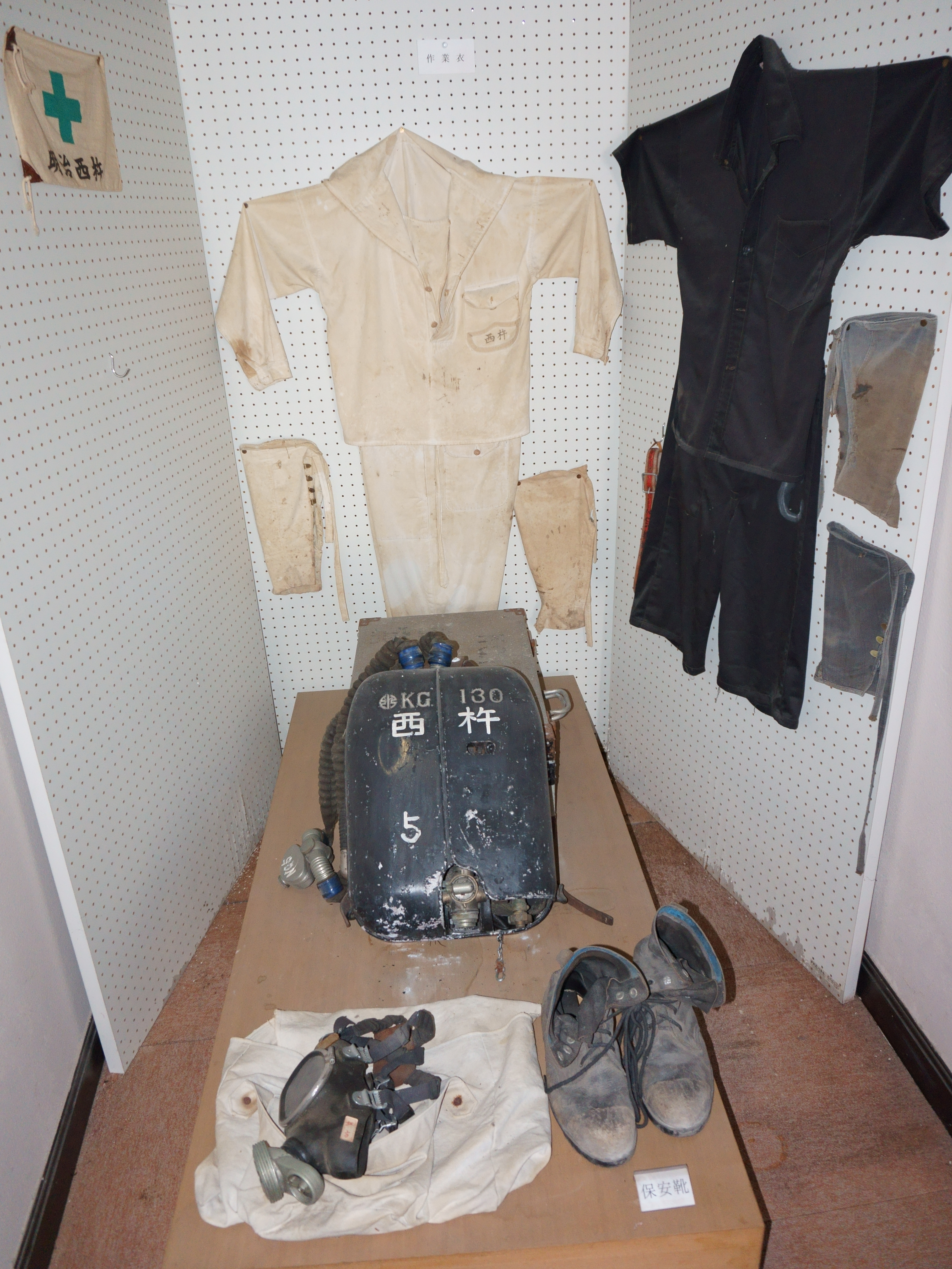
旧明治鉱業西杵炭鉱で使用されていた作業用具（きたがた四季の丘資料館展示品）
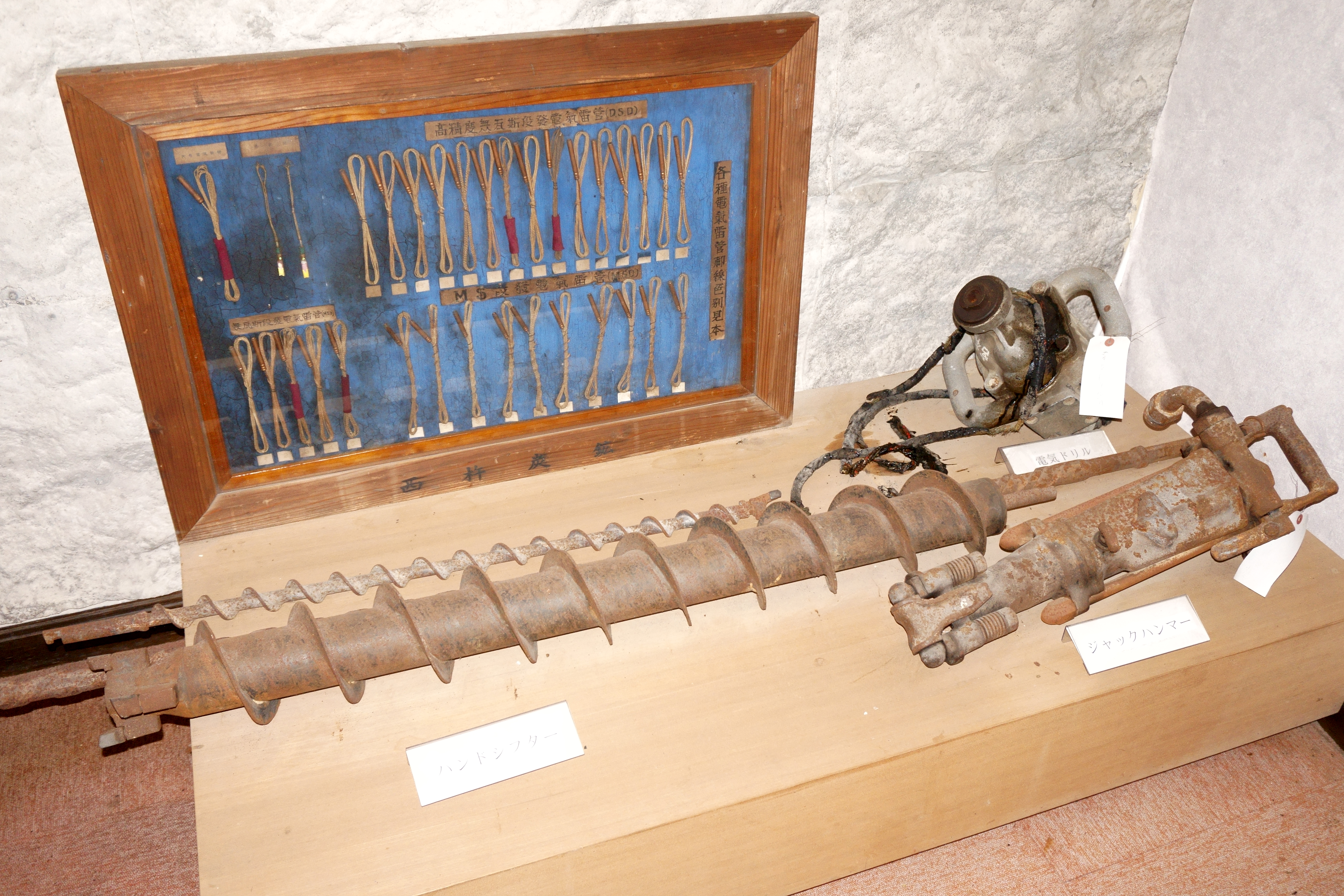
西杵炭鉱で使用されていたドリル、ハンマー、発破用雷管（きたがた四季の丘資料館展示品）

## 閉山後
唐津炭田の閉山後、唐津市は臨海工業都市、あるいは一帯の商業中心地、また水産都市として盛り返したが、多久市、相知町、大町町などは著しい人口減を余儀なくされ、農業を奨励したり、工業用地の造成などを行ったりしているが、往事の人口には遠く及んでいない。しかし、産業転換も盛んに行われ、多久市では干魃被害を防ぐために天ヶ瀬ダムを開発し、みかん栽培に注力、唐津市ではみかん供給が落ちる夏場に向けたハウスみかんの栽培が始められ、全国一位の出荷量にまで成長し、今日では台湾などにも輸出されている。その他、炭鉱王として、また文化人、義君としても尊崇を受けた高取伊好に因んだものが多く、多久市では同氏の雅号を採った西渓公園を整備して、多久聖廟とともに観光資源として活用したり、唐津市では旧高取伊好邸が国の重要文化財に指定されたのを皮切りに一般公開を始めたりしている。
多久市歴史民俗資料館、武雄市のきたがた四季の丘資料館、唐津市歴史民俗資料館（旧三菱合資会社唐津支店本館、一時休館中）などの博物館・資料館では、炭鉱関連の展示を行っている。

## 主な遺構
- 旧杵島炭鉱変電所 - 大町町の泉町地区。1929年（昭和4年）頃建設された赤煉瓦造りの変電所。壁に配線用の碍子の一部が残る[5]。大町煉瓦館の名称でイベント会場などに使用されている。
- 大鶴工業所（唐津市肥前町）は昭和初期建設の第二坑口（肥前町入野）、運搬軌道の浦頭川を跨ぐ橋の橋脚（肥前町浦頭川）が残る[5]。
- 芳谷炭鉱（唐津市北波多岸山）は大正初期建設の第三坑跡の坑口が残る[6]。
- 古賀山炭鉱立坑跡 - 多久市東多久町。高さ約25mの立坑櫓は大正初期の建設で、コンクリート製、台形で南側が階段状。櫓の下には深さおよそ300mの立坑がある[7]。鉄筋コンクリート造は日本の竪坑櫓としては珍しく、他には志免鉱業所竪坑櫓などがあるのみ。
- 古賀山炭鉱の石炭積み込みポケット - 多久市北多久町砂原。唐津線の引き込み線に面した昭和初期の石炭運搬列車の積み込みポケットで、高さ約14m・長さ約28m・幅約5mのコンクリート製。唐津線の引き込み線路として建設[7]。多久駅の東側。

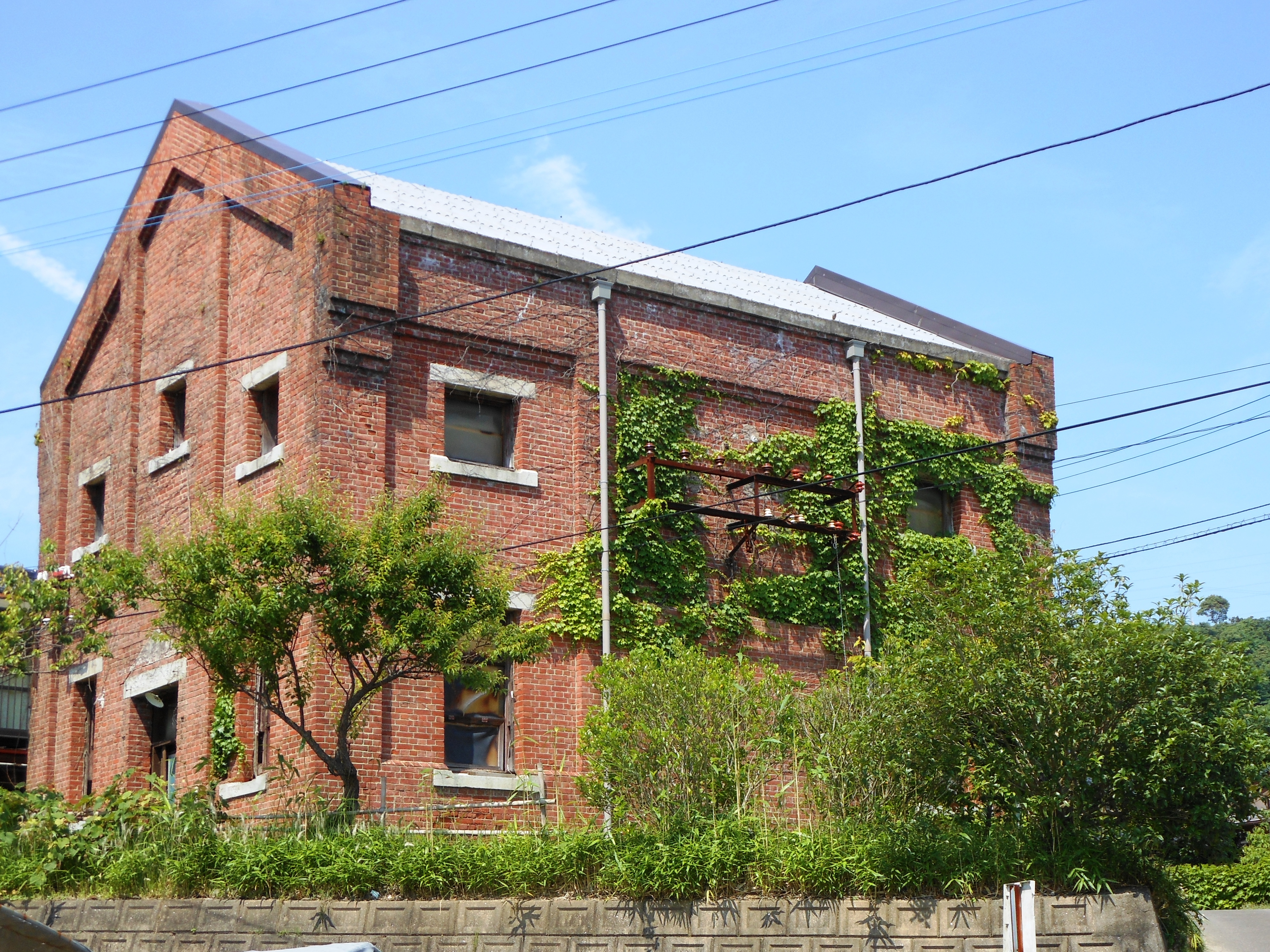
壁に碍子が残る大町煉瓦館（旧杵島炭鉱変電所）
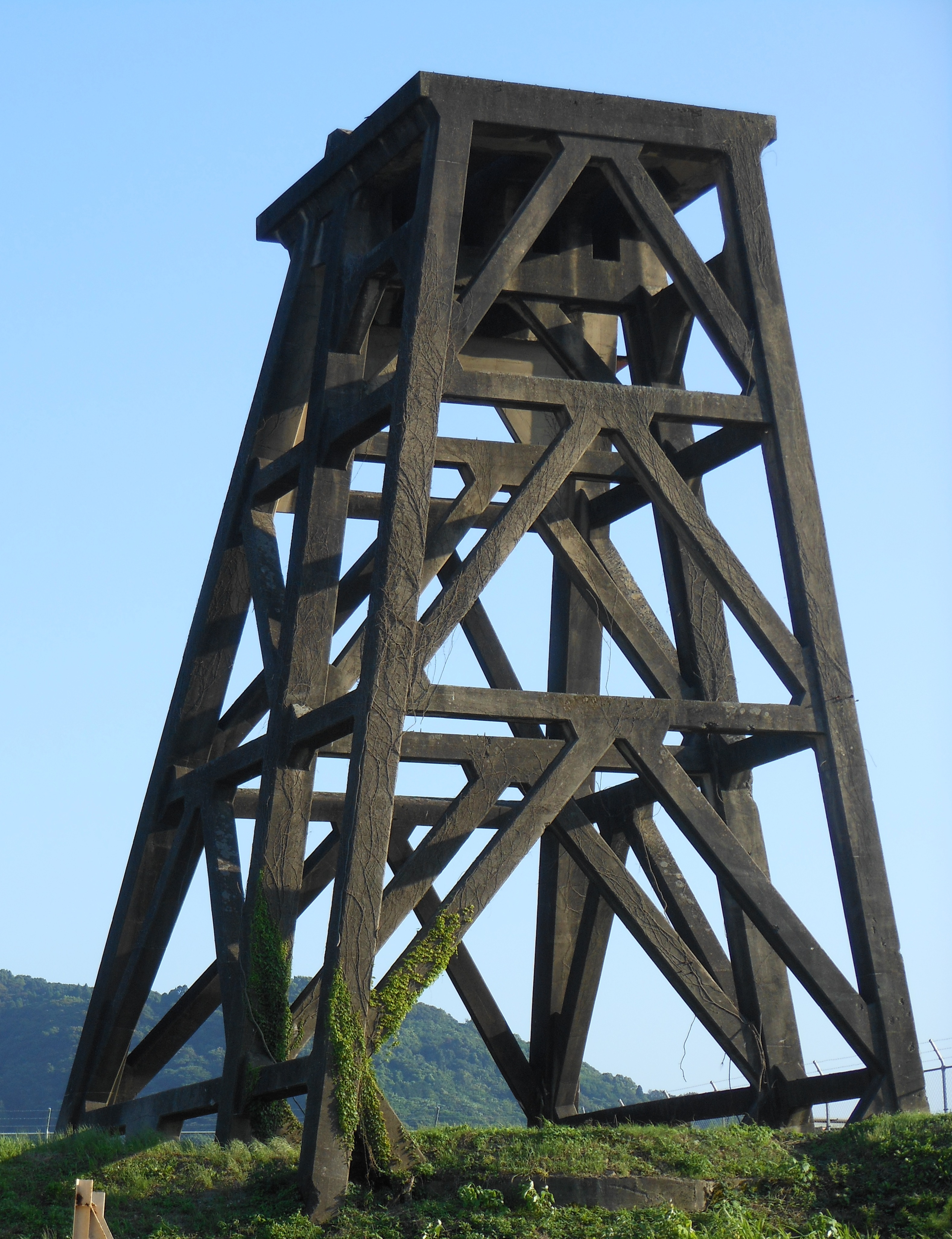
古賀山炭鉱竪坑櫓
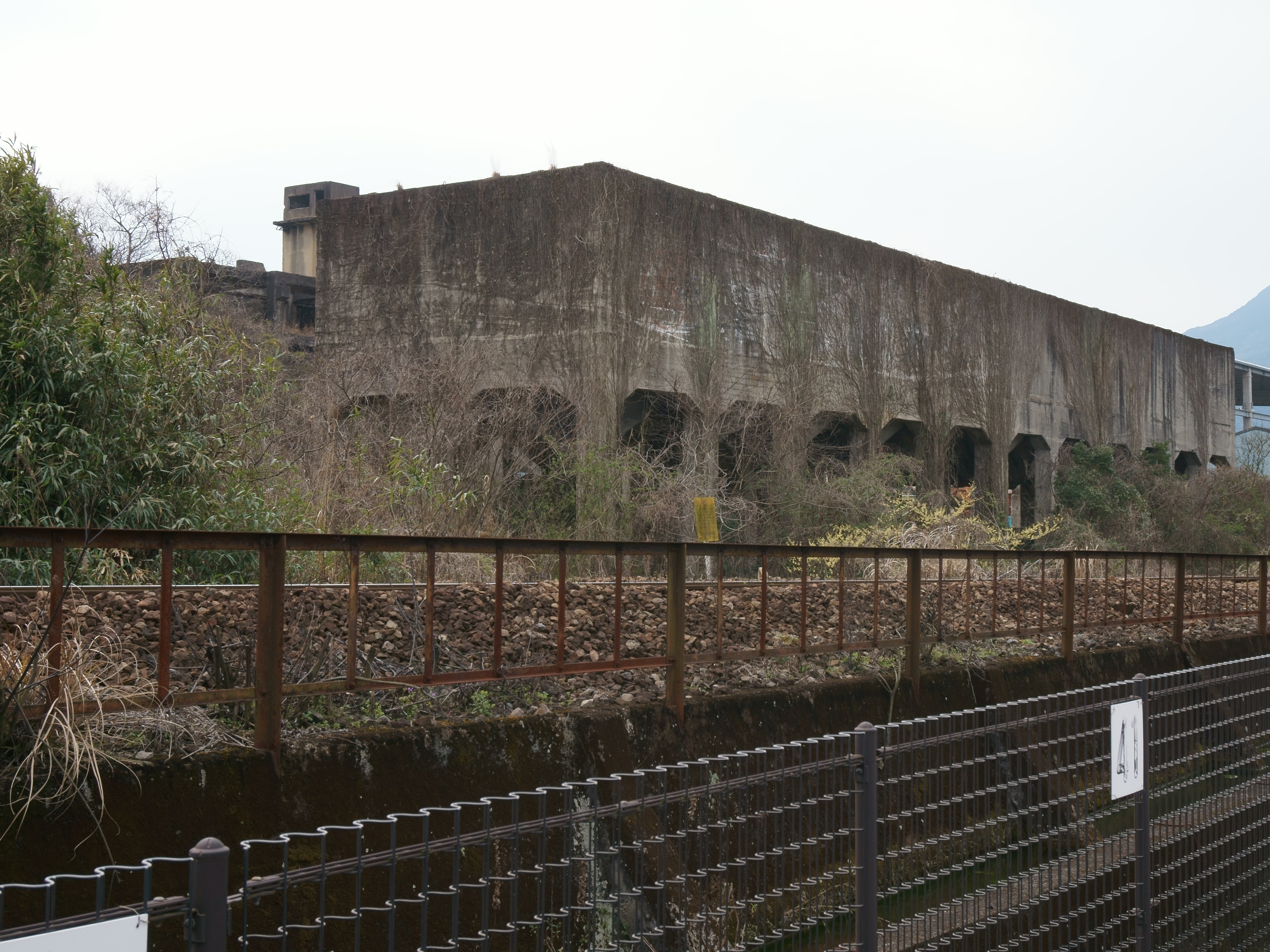
古賀山炭鉱の石炭積込ポケット